# Delphinium chrysotrichum
Delphinium chrysotrichum är en ranunkelväxtart som beskrevs av Achille Eugène Finet och Gagnep.. Delphinium chrysotrichum ingår i släktet storriddarsporrar, och familjen ranunkelväxter. Utöver nominatformen finns också underarten D. c. tsarongense.